# Нарцисизм
Нарциси́зм — риса характеру, яка полягає у виключній самозакоханості.
У психології та психіатрії надмірний нарцисизм розглядають як серйозну особистісну дисфункцію або розлад особистості. Часто говорять про нарцисичну акцентуацію характеру. Слова «нарцисизм», «нарцисичний» і «нарцис» зазвичай використовуються як негативно забарвлені, що вказують на марнославство, зарозумілість, егоїзм або просто самозакоханість. Стосовно соціальної групи вони можуть іноді означати елітарність або байдужість до проблем інших людей. Такі люди самозакохані і завжди впевненні у собі, зазвичай вони люблять лише себе та ставляться до інших людей гірше, аніж до себе.
Детально вивчати нарцисизм почав Зиґмунд Фрейд в кінці 19 — на початку 20 століття. Він вважав, що певний нарцисизм є невід'ємною частиною будь-якої людини від її народження і був першим хто застосував цей термін у психології. Згодом цей термін став одним з наріжних каменів у структурі психоаналізу.
Термін походить з грецького міфу про Нарциса, вродливого юнака, який не відповів взаємністю закоханій в нього німфі Ехо. У покарання за це він був приречений закохатися у власне відображення у воді озера і помер від цієї любові.

## Критерії, за якими можна розпізнати нарцисичні риси
- демонстративність — нагадує таку ж, як у істериків, проте у нарцисів вона носить характер претензії на все найкраще за один факт свого існування;

- марнославство;

- представляти себе в більш вигідному світлі;

- тяга до визнання будь-яких, навіть малих справ.

Критерії з керівництва Каплана і Седока:
- фантазії про свій успіх;

- експлуатація інших, де це можливо;

- сильне почуття заздрості;

- приписування собі високого становища, талантів.

Основа світогляду нарциса — почуття власної винятковості і обраності, яка обов'язково повинна бути визнана оточуючими людьми. Без цього визнання нарцисам стає погано як на психологічному рівні (неврози, депресія, іноді агресія) так і на фізичному (психосоматичні захворювання).
Ендрю Моррісон стверджує, що дорослій людині розумна доза адекватного нарцисизму дозволяє збалансувати задоволення своїх потреб щодо оточуючих.